# Adolfo, Benito, Augusto y Toribio
Adolfo, Benito, Augusto y Toribio es una canción creada por Jaime Vivanco en el grupo Fulano, y publicada originalmente en el álbum En el bunker de 1989. El tema es una sátira de Augusto Pinochet y la dictadura, aludiendo directamente a varios personajes fascistas como Adolf Hitler, Benito Mussolini y José Toribio Merino, además de otros personajes históricos chilenos. Rápidamente se convirtió en un emblema de la contracultura de oposición a la Dictadura militar de Pinochet durante los últimos años de la misma. Musicalmente destaca por su estética militarista y por la energética introducción de bajo eslapeado de Jorge Campos. Fue uno de los temas más simples, y a la vez exitosos de Fulano. Cuenta con re versiones de los grupos Sinergia en 2005 y Mediabanda en 2020.

## Letra
Una tonada para bailar
Si se acerca le va a gustar
Y si no le gusta a su majestad
La taquilla pobla la va a rechazar
Adolfo Benito, Augusto Toribio
Adolfo Benito, Augusto Toribio

Ya no está ni O' Higgins ni Arturo Prat
Y Manuel Rodriguez fugado está
Y Manuel Rodríguez fugado está
Ya no está Carrera ni San Martín (pero)
Llévese ese loco para el festín
Adolfo Benito, Augusto Toribio
Adolfo Benito, Augusto Toribio
Adolfo... Benito... Augusto... Toribio!

### Músicos
- Jaime Vivanco, composición y teclados
- Cristián Crisosto,  saxo y voz
- Jorge Campos, bajo eléctrico
- Jaime Vásquez, saxo y voz
- Arlette Jequier, voz
- Guillermo Valenzuela, batería

## Versión de Sinergia
El grupo Sinergia grabó una versión del tema para su álbum Canciones de cuando éramos colegiales de 2005, en homenaje a las bandas y canciones que los inspiraron de jóvenes. Destaca la introducción del tema donde se escucha una grabación de inteligencia del 11 de septiembre de 1973 donde se dice "Allende committed suicide, ¿se entiende?".

### Músicos
- Rodrigo "Don Rorro" Osorio, voz.
- Pedro "Pedrales" López. guitarra eléctrica.
- Alexis "Aneres" González, bajo eléctrico.
- Bruno "Brunanza" Godoy, batería.
- Paul "DJ Panoramix" Eberhard, tornamesa, samplers.
- Jaime "DJ Humitas con tomate" García Silva, sintetizador, teclados.

## Versión de MediaBanda
El grupo MediaBanda grabó una versión que contó con la colaboración de Pablo y Felipe Ilabaca (de Chancho en Piedra), y su lanzamiento como sencillo fue en enero de 2020, como promoción de su álbum "Maquinarias" en homenaje a Fulano, en el Museo de la Memoria y los Derechos Humanos y en el contexto del Estallido Social. Destaca la introducción donde suena la infame frase de Sebastián Piñera; "Estamos en guerra contra un enemigo poderoso, implacable, que no respeta a nada ni a nadie...".  El álbum fue finalmente liberado en 2021.

### Músicos
- Pablo Ilabaca, voz
- Felipe Ilabaca, bajo eléctrico (slap)
- Cristián Crisosto, saxo  y voz
- Christian Hirth, batería
- Tomás Ravassa, teclados y sintetizadores
- Rodrigo Aguirre, saxo tenor
- Rafael Chaparro, saxo tenor
- Aurelio Silva, guitarra eléctrica
- Felipe Martínez, bajo eléctrico (pulsado)
- Florencia Novoa, coros